# Droit colonial brésilien
Le droit colonial brésilien est le droit appliqué historiquement dans le Brésil colonial.
L'historiographie traditionnelle a abordé le droit colonial portugais au Brésil comme un cas de transplantation juridique, valorisant l'étude de l'ordre royal dans le contexte du Portugal en tant qu'État centralisé précoce. Cependant, une perspective plus récente se concentre sur le pluralisme juridique de l'époque, dans laquelle les ordres normatifs dépassaient la simples jonction des différents systèmes de droit en présence, en l'occurrence le ius commune européen, le droit canonique et les ordres de droit locaux. Dans ce contexte, les pratiques juridiques et les instituts établis pour combler les lacunes et résoudre les cas concrets sont valorisés.
L'historien du droit portugais Antonio Manuel Hespanha fut l'un des principaux partisans de la théorie d'un droit brésilien propre, se fondant sur un ensemble de décisions juridiques et de documents juridiques de l'époque. Des critiques, comme l'historienne Laura de Mello e Souza, soulignent un manque de contextualisation appropriée, en particulier dans l'application du concept d'Ancien Régime à la colonie brésilienne.
Les jésuites se sont particulièrement questionné sur le sens juridique de l'esclavage des Africains et des Amérindiens, en cherchant à légitimer au mieux la colonisation qu'ils concevaient comme une mission d'évangélisation.